# Anomala indistincta
Anomala indistincta är en skalbaggsart som beskrevs av Gilbert John Arrow 1917. Anomala indistincta ingår i släktet Anomala och familjen Rutelidae. Inga underarter finns listade i Catalogue of Life.